# Episcopia Rădăuților
Episcopia Rădăuților a fost o eparhie din epoca medievală, sufragană a Mitropoliei Moldovei. A fost înființată la 1402 de Alexandru cel Bun. Reședința eparhiei era biserica Bogdana din Rădăuți.

## Istorie
În 1401, domnitorul moldovean Alexandru cel Bun a reușit să obțină recunoașterea Mitropoliei Moldovei ca parte a Patriarhiei Constantinopolului. Primul mitropolit a fost episcopul Iosif de la Belgorod al Nistrului, cu ajutorul căruia în 1402 au fost transferate la Suceava moaștele hramului Bucovinei, ale sfântului Ioan cel Nou. Documentele istorice susțin că în 1402 a fost fondată episcopia Rădăuților. Imediat, după crearea (recunoașterea) mitropoliei, domnitorul moldovean a împărțit pământurile voievodatului în trei eparhii: Rădăuți, Suceava, Roman. Parohiile și mănăstirile din nordul Moldovei au fost comasate în eparhia Rădăuților cu scaun episcopal la Rădăuți. Biserica Sf. Nicolae a fost identificată ca fiind biserica eparhială, în jurul căreia s-a format ulterior biserica șimănăstirea Bogdana . Sfântul Leonte a devenit primul episcop al episcopiei Rădăuților.
Totuși, primul episcop de Rădăuți din istorie este episcopul Ioanichie, menționat abia în 1472. Istoricul român Nicolae Iorga a susținut că voievodul Ștefan cel Mare (1457-1504) a întemeiat episcopia Rădăuților în 1472, cu atât mai mult din motive politice. Istoricul român Dobrescu a explicat această contradicție prin faptul că „egumenul, și mai târziu arhimandritul mănăstirii Rădăuților, primeau deja prerogative aproape episcopale de la Alexandru cel Bun”. Deși la Rădăuți nu exista episcop, starețul mănăstirii Rădăuți avea drepturi de episcop, exercitând jurisdicție peste 50 de parohii și 50 de preoți și săvârșind slujbe bisericești în locul episcopului, cu excepția hirotonirii de preoți. Rezultă că, deși nu exista episcop în Rădăuți, mănăstirea era totuși considerată episcopie, deși nu cu drepturi episcopale depline. Această poziție necanonică nu a putut continua și, prin urmare, Ștefan cel Mare l-a numit pe Ioanichie episcop de Rădăuți în 1472  .
Prin hrisovul de Domn din 15 martie 1490, Ștefan cel Mare a confirmat stăpânirea eparhiei a 44 de sate din ținutul Suceava, ceea ce a fost confirmat la un moment dat de Alexandru cel Bun . Limba liturgică și de negoț era slavona bisericească. Abia odată cu transferul scaunului mitropoliților moldoveni la Iași a început introducerea limbii bisericești-române. A început românizarea totală a Bisericii Ortodoxe, care a fost realizată de fanarioții numiți de Imperiul Otoman .
După ce o parte a Bucovinei a fost anexată la Monarhia Habsburgică în 1774-1775 , eparhia Rădăuți a mitropoliei Moldovei a încetat să mai existe. În anul 1781, sediul său a fost mutat la Cernăuți și eparhia a fost scoasă de sub jurisdicția Mitropoliei Moldovei. Din „partea sa austriacă” s-a format eparhia Cernăuți-Bucovina a Mitropoliei Carloviț. Acele parohii și mănăstiri care au rămas după împărțirea Bucovinei în statul moldovenesc au format eparhia Hotin a mitropoliei Moldovei.
În 1873, Episcopia Rădăuților a fost restaurată ca parte a Mitropoliei Bucovinei.

## Episcopi
- Leonte Rădăuțeanul (secolul al XV-lea)
- Ioanichie (1472-1504)
- Pahomie (menționat 1515)
- Procopie (menționat 1520)
- Teofan I (menționat în 1528)
- Gheorghe I (menționat în 1544)
- Teodosie I (menționat în 1548)
- Mitrofan (menționat 1551)
- Eustahie (menționat în 1552)
- Euftimie (1558-1561)
- Isaia (1564-1577)
- Gheorghe al II-lea (menționat 1578, menționat 1583)
- Ghedeon (menționat în 1589)
- Teodosie al II-lea (menționat în 1592)
- Amfiloh (menționat în 1597)
- Anastasie Crimca (iunie - septembrie 1600)
- Teodosie al III-lea (menționat 1600)
- Ion (menționat în 1606)
- Efraim (1608-1613)
- Filoteu (1613 - ?)
- Atanasie I (menționat în 1615)
- Efraim (1616-1623)
- Eugen I (1623 - ?)
- Dionisie (menționat în 1628)
- Eugen al II-lea (menționat în 1631)
- Anastasie (menționat în 1642)
- Stefan (menționat 1645)
- Teofan (menționat în 1646)
- Sava (menționat 1656)
- Iorest (menționat 1657)
- Teofan al III-lea (menționat în 1658)
- Serafim (menționat în 1667)
- Teodosie de la Brazi (1669-1671)
- Misail I (menționat 1686)
- Nicanor (menționat în 1694)
- Gheorghe al III-lea (menționat în 1694)
- Laurentie (menționat în 1695)
- Nicolae (menționat în 1701)
- Ghedeon al II-lea (menționat în 1703)
- Calist (menționat în 1709)
- Atanasie al II-lea (menționat în 1728)
- Antonie Putneanul (1728 - toamna 1729)
- Misail II (menționat 1733)
- Varlaam (menționat în 1735)
- Iacob (menționat în 1745)
- Dosoftei Herescu (1750 - 13 februarie 1782)

eparhia sufragană a Mitropoliei Bucovinei
- Vladimir de Repta (17 ianuarie 1898 - 4 octombrie 1902)
- Ipolit Vorobchievici (14 septembrie 1919 - 5 august 1939)